# اسماعیل‌آباد (اسماعیل‌آباد)
اسماعیل‌آباد، روستایی از توابع بخش مرکزی شهرستان خاش در استان سیستان و بلوچستان ایران است.

## جمعیت
این روستا در دهستان اسماعیل‌آباد (خاش) قرار دارد و براساس سرشماری مرکز آمار ایران در سال ۱۳۹۵، جمعیت آن ۴۸۶۸ نفر (۱۱۹۳ خانوار) بوده‌است.